# Angelo De Robertis
Angelo De Robertis, pseudonimo di Angelo Colciago (Milano, 23 dicembre 1961), è un conduttore radiofonico e direttore artistico italiano.
Direttore artistico di Radio 105 dal 2003 al 2019, dal 2024 ricopre il ruolo di direttore artistico di Radio Norba.

## Carriera
In seguito ad una serie di prime esperienze in diverse radio private della Brianza, nel 1981 passa a Radio Studio 105 come speaker.
Divenuto successivamente programmatore musicale negli anni '90, contribuisce alla realizzazione di compilation di successo come “Discomania Mix” e “Hot Hit” in qualità di selezionatore musicale.
Terminate le attività di conduttore radiofonico e di head of the music, nel 2003 diventa direttore artistico di Radio 105. Nel mese di settembre 2019, lascia il posto a Barbara Rosseti per dedicarsi a nuovi progetti imprenditoriali, dopo aver trascorso 38 anni all'interno del network.
Nel 2007 partecipa alla start-up del progetto di Virgin Radio Italia insieme a DJ Ringo, Alberto Hazan, Stefano Carboni e Francesco Migliozzi.
Dal 2008 al 2016 ricopre il ruolo di station manager di Radio Monte Carlo insieme ad Andrea Munari e Stefano Carboni.
Nel 2020 ricopre il ruolo di direttore artistico della web-radio Giornale Radio.
Dal 2021 è il direttore di Radio Number One. Nell'ottobre 2023 lascia la direzione artistica della radio bergamasca.
Dal 2024 è il direttore artistico di Radio Norba.